# 琴海駅
琴海駅（きんかいえき）は、かつて岡山県倉敷市大畠一丁目に存在した下津井電鉄下津井電鉄線の駅（廃駅）である。

## 概要
モータリゼーションの進行による乗客の減少、および瀬戸大橋線（本四備讃線）により下津井電鉄のバス部門の主力路線である岡山 - 児島の乗客が減少し、鉄道線の赤字補填が困難となったため、1991年（平成3年）1月1日に下津井電鉄線と共に廃止された。
駅跡からは児島競艇場を見下ろすことができる。

## 歴史
- 1912年（明治45年）2月9日：工事施工認可。仮駅名は大畠であった[1]。
- 1913年（大正2年）8月8日：停車場名称変更届で久須美と変更される（後にさらに石ノ塔→鷲羽山と変更）[1]。
- 1914年（大正3年）3月15日：味野町（後の児島駅） - 下津井間が開業し、同時に琴海駅が開業する[1][2]。
  - 当時の所在地表示は岡山県児島郡下津井町大畠であった[3]。
- 1948年（昭和23年）4月1日：児島市成立に伴い、所在地表示が岡山県児島市大畠となる[3]。
- 1967年（昭和42年）2月1日：倉敷市（第2次）成立に伴い、所在地表示が岡山県倉敷市大畠となる[3]。
- 1968年（昭和43年）：駅員委託化、行き違い設備廃止[1]。
- 1972年（昭和47年）：住居表示の実施により、所在地表示が現行のものになる[3][4]。
- 1972年（昭和47年）4月1日：茶屋町 - 児島間廃止。駅員無人化[1]。
- 1984年（昭和59年）10月1日：瀬戸中央自動車道・JR本四備讃線との交差部分となる、琴海 - 鷲羽山間のトンネル（延長134.8 m）工事が着工する。同トンネルが下津井電鉄線として初のトンネルとなる。
- 1985年（昭和60年）：琴海 - 鷲羽山間に建設中のトンネル工事のため、工事区間が仮線へ移動する。
- 1987年（昭和62年）3月：瀬戸中央自動車道・JR本四備讃線との交差部分のトンネルが完成する。
- 1988年（昭和63年）3月12日：琴海駅の交換設備が復活[1]。
- 1991年（平成3年）1月1日：児島駅 - 下津井駅間が廃止。同時に琴海駅も廃止される。

## 駅構造

### 1968年ごろまで
単式ホーム1面1線と島式ホーム1面2線、合計2面3線のホームを持つ地上駅で、1・2番が島式ホーム、3番が単式ホームであった。1番のりばの線路の向こう側に木造駅舎があった。
| のりば | 路線         | 方向 | 行先             |
| ------ | ------------ | ---- | ---------------- |
| 1      | 下津井電鉄線 | 下り | 下津井方面       |
| 2      | 下津井電鉄線 | 上り | 児島・茶屋町方面 |
| 3      | 下津井電鉄線 | -    |                  |

### 1988年まで
減便などにより交換設備と1番のりばのレールを撤去し、旧2番のりばのみを使用していた。

### 1988年 - 廃止まで
瀬戸大橋開通に伴う観光路線への転換とそれによる利用者増加を見込み交換施設を復活させ、再び島式ホーム1面2線となった。駅舎は交換設備復活の際はまだ存在したが、廃止前までに解体撤去された。
| のりば | 路線         | 方向 | 行先       |
| ------ | ------------ | ---- | ---------- |
| -      | 下津井電鉄線 | 下り | 下津井方面 |
| -      | 下津井電鉄線 | 上り | 児島方面   |

## 廃止後
- 廃止区間（児島駅 - 下津井駅）は、歩行者と自転車専用道「風の道」として整備されている。
- 現在はプラットホームのみ現存する。また、琴海駅跡を記す駅名標をかたどった碑がある。
- 琴海駅付近は、JR瀬戸大橋線とほぼ並行する区間があり、現在も瀬戸大橋線から琴海駅跡と廃線跡を見ることができる。

## ギャラリー

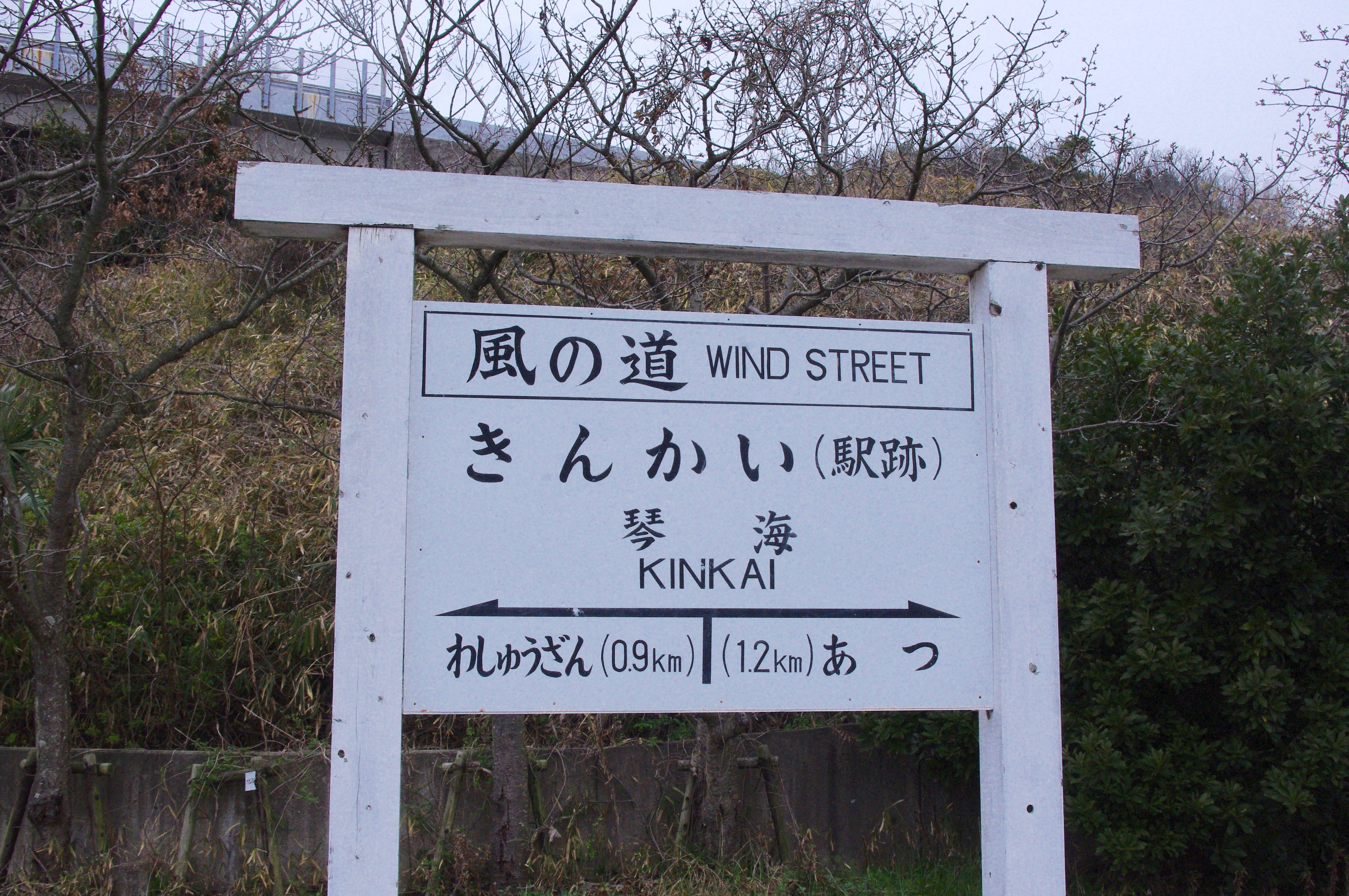
琴海駅跡（2016年）
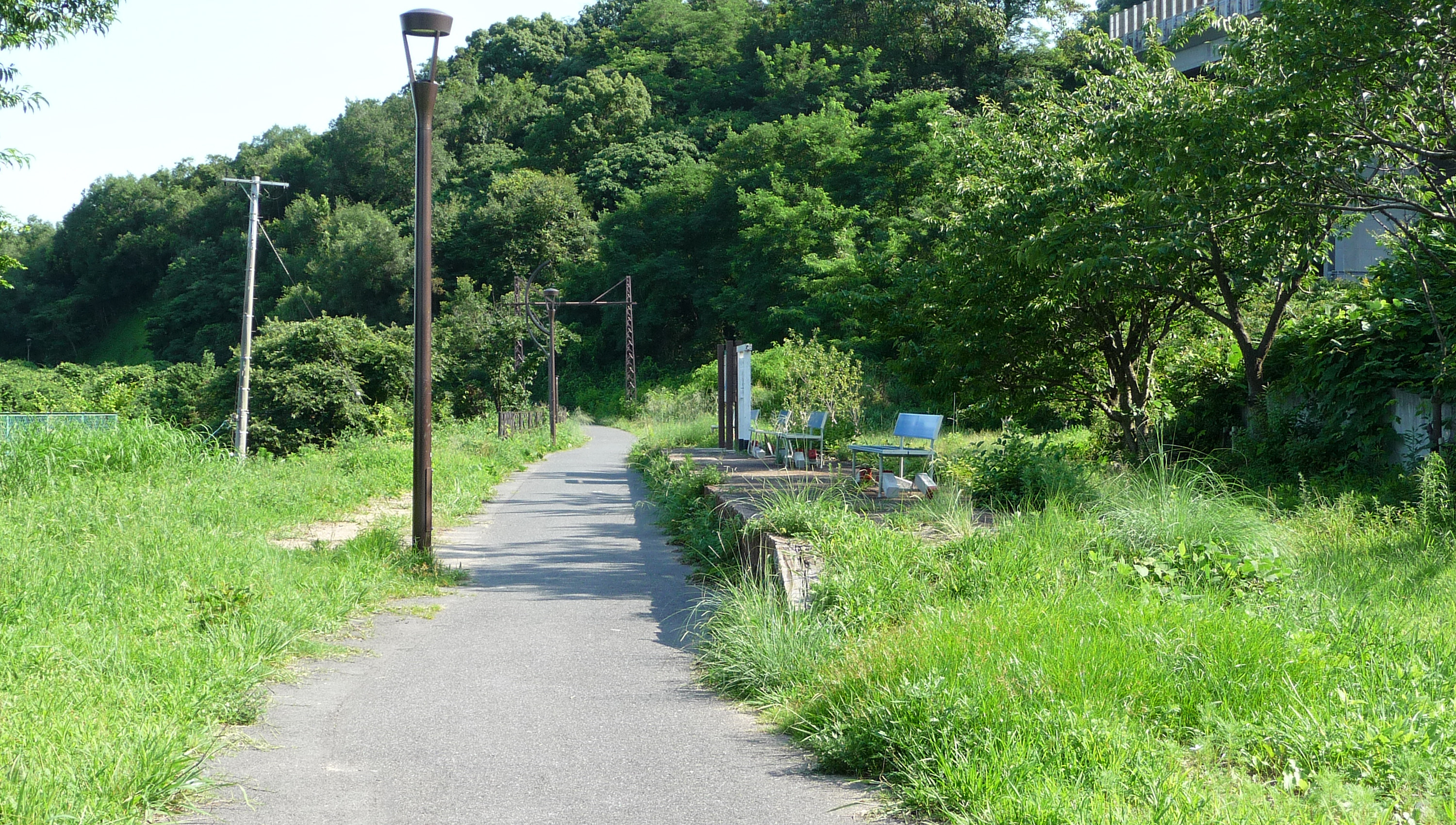
下津井方面（2010年）
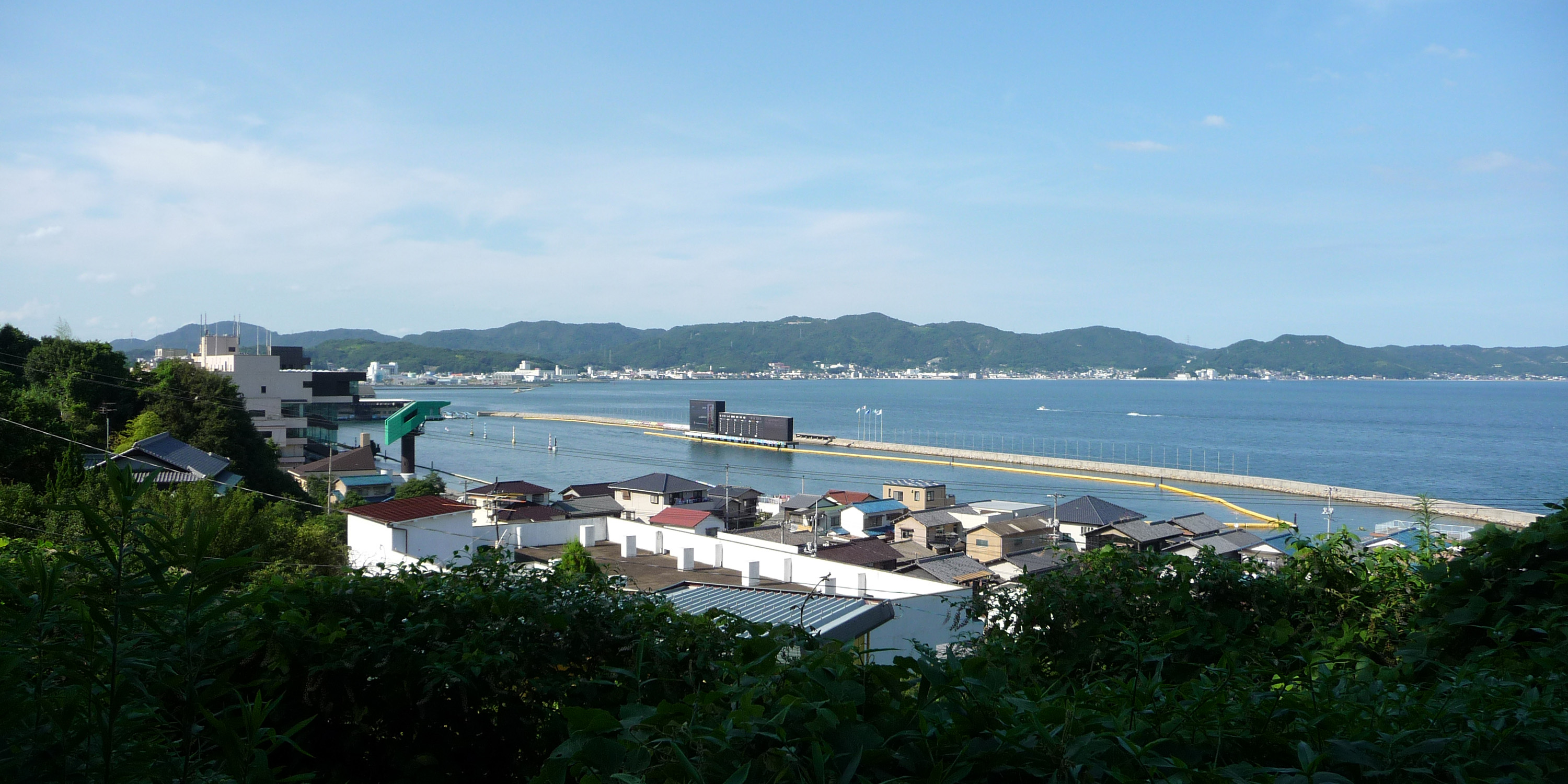
琴海駅跡から望む児島競艇場

## 隣の駅
下津井電鉄
下津井電鉄線
鷲羽山駅 - 琴海駅 - 阿津駅